# Juan Carlos Ferreyra
Juan Carlos Ferreyra (Rama Caída, 12 settembre 1983) è un ex calciatore argentino,  di ruolo attaccante.

## Palmarès

### Club

#### Competizioni nazionali
- Campionato paraguaiano: 1

Olimpia: 2011 (C)

### Individuale
- Capocannoniere del campionato ecuadoriano: 1

2017 (17 reti)